# 圆形大厅

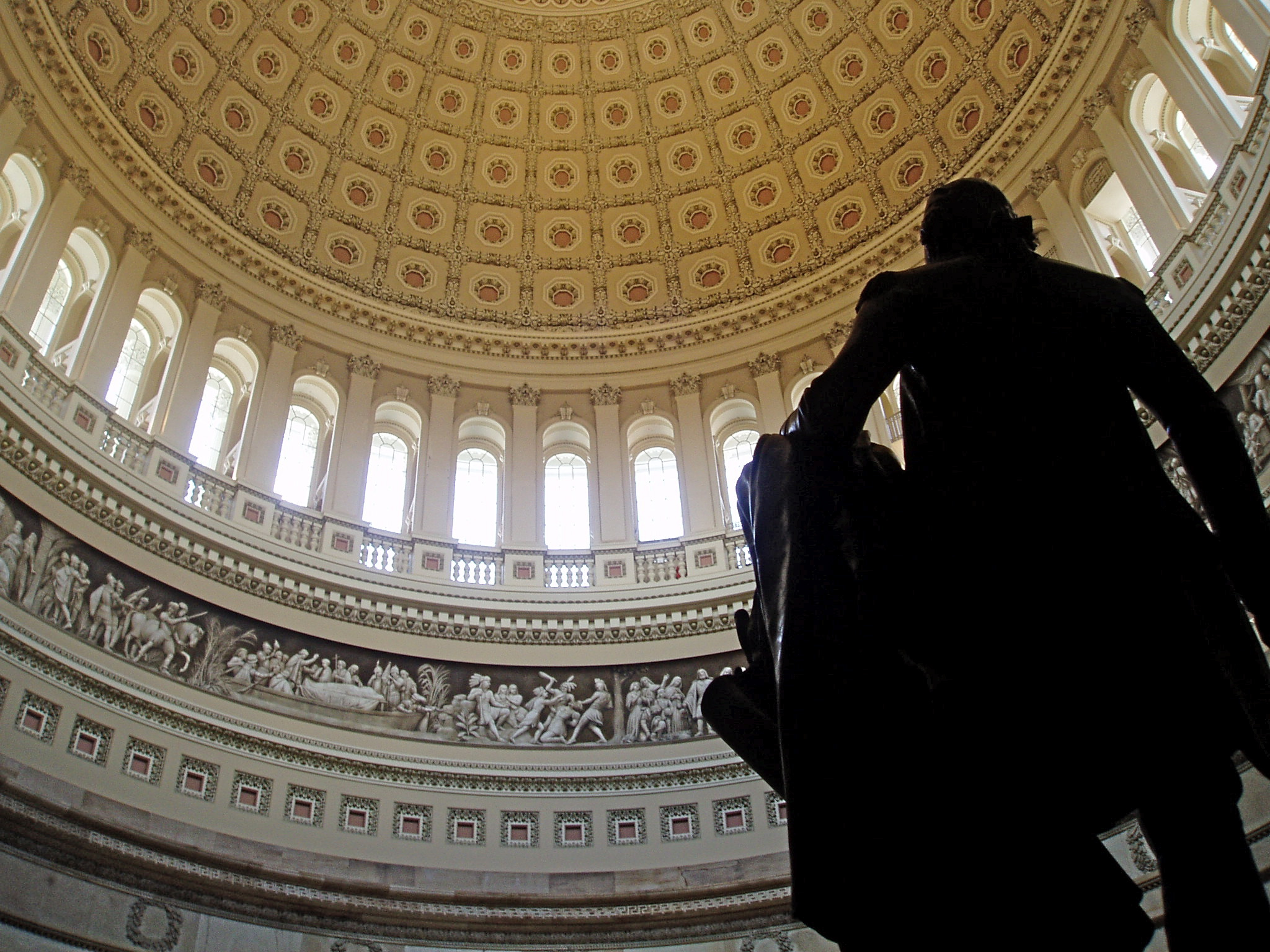
華盛頓美國國會大廈的圆形大厅

圆形大厅（英語：rotunda）是一種西方建筑形制，是有具有寬廣筒狀外壁的建築物，有的還帶圓頂（英語：dome）。語源出自拉丁語rotundus，詞義特徵為圓、彎，現已經進入英語世界。作為歐洲中世紀建築遺跡，一般具有與城堡類似的防衛作用；作為現代建築則指寬闊的圓形大廳，用於滿足集會需要。
廣義的也包括類似的亞洲建築，如北京天壇祈年殿、福建土樓等。